# The Hand That Rocks the Cradle
The Hand That Rocks the Cradle (tạm dịch: Bàn tay đưa nôi) là một bộ phim kinh dị tâm lý của Mỹ sản xuất năm 1992 do Curtis Hanson đạo diễn với sự tham gia của các diễn viên Annabella Sciorra, Rebecca De Mornay, Matt McCoy, Ernie Hudson và Julianne Moore. Chuyện phim kể về một người vợ đang mang thai của một bác sĩ sản khoa ở Seattle, người đã tự sát sau khi anh bị bệnh nhân của mình tố giác vì đã có hành vi lạm dụng tình dục. Cú sốc đó đã dẫn đến việc người vợ bị sẩy thai, sau đó cô quyết định làm vú em cho một trong những người tố cáo chồng mình, và dần dần xâm nhập vào gia đình đó để trả thù họ. Tiêu đề phim được lấy cảm hứng từ một bài thơ năm 1865 của William Ross Wallace và cũng có một số từ truyện tranh opera The Pirates of Penzance. Doanh thu của phim The Hand That Rocks the Cradle đã thu về là xấp xỉ 140 triệu USD trên toàn thế giới.

## Nội dung
Tại Seattle, bà nội trợ Claire Bartel đã kết hôn và có một cuộc sống hạnh phúc với đứa con thứ hai đang mang trong mình. Khi đi khám sức khỏe định kỳ, cô đã bị bác sĩ sản khoa mới của mình, Victor Mott, quấy rối tình dục. Bị tổn thương và dằn vặt, cuối cùng cô đã nói hết mọi chuyện với chồng mình là Michael, người đã khuyến khích cô tố cáo Bác sĩ Mott với hội đồng y tế bang. Lời buộc tội của cô đã khiến bốn phụ nữ khác tiếp tục tố Bác sĩ Mott quấy rối họ, và nhiều cáo buộc đã được văn phòng luật sư quận chuẩn bị để chống lại anh. Bác sĩ Mott sau đó đã tự sát để tránh bị bắt. Các luật sư nói với góa phụ mang thai Cô Mott rằng tài sản của chồng cô đã bị đóng băng vì vụ kiện, và anh đã tự hủy hợp đồng bảo hiểm nhân thọ bằng cách tự tử, điều đó sẽ khiến cô mất ngôi nhà sang trọng của mình. Trong lúc căng thẳng, Cô Mott đã bị chuyển dạ sinh non, mất con và phải phẫu thuật để cắt bỏ tử cung khẩn cấp. Trong thời gian hồi phục tại bệnh viện, cô đã vô tình thấy một bản tin xác định Claire là người đã tố cáo chồng cô, và cô thề sẽ trả thù.
Sáu tháng sau, Claire sinh một bé trai mang tên Joey. Đang trong lúc tìm bảo mẫu, cô đã chạm trán Cô Mott, người có bí danh "Peyton Flanders" và tự giới thiệu mình đến từ công ty bảo mẫu. Cô Mott sau khi được thuê vào đã bắt đầu lên kế hoạch phá hoại gia đình Claire. Cô thường xuyên cho Joey bú sữa mẹ một cách bí mật; điều này đã khiến cậu bé từ chối sữa của Claire và sau đó là ngừng hẳn. Cô Mott còn khuyến khích Emma, con gái của Claire, giữ bí mật với mẹ cô và cố gắng khiến Emma chống lại Claire, lén lút xé lá thư quan trọng của Michael đã nhờ Claire gửi hộ hòng làm rạn nứt quan hệ của hai người. Biết rằng Marlene, bạn thân của Claire là bạn gái cũ của Michael trước khi anh kết hôn với Claire, Cô Mott cũng gợi ý với Michael rằng sẽ sắp xếp một bữa tiệc bất ngờ cho Claire, dẫn đến việc Marlene và Michael gặp nhau trong bí mật khiến Claire hiểu nhầm và chỉ trích Michael vì đã có tình cảm với Marlene, vô tình khiến Marlene bị tổn thương khi đang bí mật tổ chức bữa tiệc sinh nhật cho cô đằng sau nhà.
Solomon, một người đàn ông da đen bị thiểu năng trí tuệ, cũng là người đã hỗ trợ gia đình Bartel và có mối quan hệ thân thiết với Emma, đã vô tình phát hiện ra Cô Mott đang lén lút cho con của Claire bú. Để ngăn anh vạch trần hành động của mình, Cô Mott đã xuyên tạc với Claire về Solomon, khiến cô tin rằng Solomon có thể đang quấy rối Emma. Cô Mott sau đó đã đặt quần lót của Emma vào hộp dụng cụ của Solomon, khiến Claire phát hiện và đuổi việc anh. Dù Emma có thuyết phục mẹ rằng Solomon chưa bao giờ làm điều gì xấu với cô bé nhưng Claire lại không hề tin Emma mà khiến cô bé chán ghét mình. Dù cả gia đình không biết (ngoại trừ Emma) nhưng sau khi bị đuổi đi, Solomon vẫn luôn theo dõi động tĩnh của gia đình họ.
Claire đã bắt đầu nghi ngờ về sự hiện diện của "Peyton" trong các sự cố gần đây và đề nghị Michael rằng nên đi du lịch mà không có Cô Mott. Cô Mott đã vô tình nghe thấy những lời nói của Claire từ một phòng khác qua loa trẻ em và sáng hôm sau, cô đã lên kế hoạch sát hại Claire bằng việc nâng cao trần kính trong nhà kính của Claire có thể khiến nó rơi xuống và vỡ. Sau đó, trong một lần xem hồ sơ nhà mà Marlene đã vô tình phát hiện ra danh tính thật của Cô Mott, nhưng trước khi cô có thể báo cho Claire biết, Cô Mott đã lừa cô đi vào nhà kính, và cô bị chết do trần kính rơi xuống. Khi biết Claire mắc bệnh hen suyễn, Cô Mott đã trút bỏ tất cả ống hút của Claire và đưa Joey ra ngoài đi dạo. Khi Claire trở về nhà và thấy xác chết đầy máu và thủy tinh của Marlene, cô đã lên cơn hen suyễn và phải nhập viện trong một thời gian ngắn. Michael rất đau buồn về cái chết của Marlene và tình trạng của vợ anh; lợi dụng tình hình đó, Cô Mott đã cố gắng quyến rũ Michael, nhưng anh từ chối cô.
Sau cái chết của Marlene, Claire đã quyết định đi tìm hiểu và cuối cùng cũng phát hiện ra sự thật về bảo mẫu "Peyton". Sau đó cô đã về nhà và tiết lộ sự thật về danh tính của Cô Mott cho Michael biết. Sau khi bị vạch trần, Cô Mott đã tuyên bố rằng cô và Michael đang ngoại tình, nhưng Michael phủ nhận điều này và đuổi Cô Mott ra khỏi nhà. Claire sau đó đã bảo Michael gọi cảnh sát khi cô nhận ra rằng Cô Mott chính là người đứng sau cái chết của Marlene và cô là mục tiêu ban đầu - tức Marlene đã chết thay cho cô. Michael nói với Claire nhanh chóng mang Emma và Joey đi cùng để họ có thể đến một khách sạn cho an toàn.
Cô Mott sau đó đã bí mật đột nhập vào nhà và dụ Michael xuống tầng hầm, nơi cô dùng xẻng đánh anh khiến anh ngã xuống cầu thang và gãy chân. Lên nhà trên, Cô Mott đã cố gắng đưa Emma và Joey đi, nhưng sau khi nhìn thấy Cô Mott tấn công mẹ mình, Emma đã giữ Joey lại và nhốt Cô Mott trong phòng. Cô Mott thoát ra và nghe tiếng Joey trên gác mái. Cô bước lên và thấy Solomon đang giúp bọn trẻ trốn thoát. Khi Claire bước vào, Cô Mott đã cố gắng giết cô nhưng dừng lại sau khi Claire giả vờ lên cơn hen suyễn, khiến Cô Mott lơ là cảnh giác và chế nhạo cô. Khi Cô Mott đang cố gắng giành lấy Joey từ tay Solomon, Claire đã bất ngờ lao đến và đẩy ngã Cô Mott ra ngoài cửa sổ, khiến cô lăn trên nóc nhà, rơi xuống đất và chết do những cọc hàng rào xiên vào người. Cảm động trước việc Solomon liều mạng để bảo vệ gia đình cô, Claire đã chào đón anh trở lại nhà của họ. Khi họ rời khỏi gác mái, cảnh sát và nhân viên y tế đã đến và bộ phim kết thúc.

## Diễn viên
- Annabella Sciorra trong vai Claire Bartel
- Rebecca De Mornay trong vai Cô Mott
- Matt McCoy trong vai Michael Bartel
- Ernie Hudson trong vai Solomon
- Julianne Moore trong vai Marlene Craven
- Madeline Zima trong vai Emma Bartel
- John de Lancie trong vai Bác sĩ Victor Mott
- Kevin Skousen trong vai Marty Craven

## Sản xuất
Ý tưởng và kịch bản của bộ phim The Hand That Rocks the Cradle ban đầu có nguồn gốc từ luận án trường điện ảnh của biên kịch Amanda Silver.
Vào tháng 8 năm 1990, có thông tin rằng Interscope Communications đang sản xuất một bộ phim cho Hollywood Pictures. Đến tháng 10 năm 1990, Curtis Hanson đã chính thức nhận làm đạo diễn cho bộ phim. Phim bắt đầu khởi quay vào ngày 15 tháng 4 năm 1991 sau khi dời lại từ ngày 22 tháng 2 cùng năm. Quá trình quay phim sau đó đã bị hoãn do việc tuyển chọn diễn viên cho vai nữ chính. Bối cảnh và địa điểm ban đầu dự định là ở Atlanta, Georgia, nhưng sau đó phim đã được quay ở Tacoma và Seattle ở Washington.

## Tiếp nhận

### Doanh thu
Khởi chiếu từ ngày 10 tháng 1 năm 1992, sau gần một tuần công chiếu, The Hand That Rocks the Cradle đã thu về hơn 7,7 triệu USD, đưa Hook xuống vị trí thứ 2 tại phòng vé Bắc Mĩ từ vị trí số 1 trong suốt bốn tuần. Phim sau đó đã giữ vững vị trí số 1 về doanh thu trong bốn tuần liên tiếp. Tính đến cuối thời gian công chiếu, bộ phim đã thu về tổng cộng 88 triệu USD tại Hoa Kỳ và Canada và 52 triệu USD trên quốc tế, với tổng doanh thu là 140 triệu đô la trên toàn thế giới.

### Đánh giá từ giới chuyên môn
Trên Rotten Tomatoes, bộ phim có tỷ lệ đánh giá là 63% dựa trên 48 bài phê bình. Trên Metacritic, bộ phim cũng có số điểm tương tự là 64% dựa trên đánh giá từ 26 nhà phê bình. Trong một buổi thăm dò ý kiến khán giả của CinemaScore, phim cũng được cho số điểm trung bình là "A-" trên thang điểm từ A + đến F.
Nhà phê bình điện ảnh Gene Siskel nói rằng khi xem phim ông đã gặp khó khăn khi chấp nhận tiền đề (hồi một) của bộ phim này vì cách người mẹ thuê vú em ban đầu chỉ đơn thuần là sự ngẫu hứng, với lý do cho tiền đề này của bộ phim thì trong thực tế là điều không thể. Tuy nhiên, ông cũng dành lời khen cho nhân vật của Julianne Moore, nói rằng cô là một nhân vật đáng tin hơn nhiều với tư cách là nhân vật phụ của người bạn thân nhất của nữ chính và rằng "người bạn này là một nhân vật tuyệt vời, thật tệ vì cô ấy đã không có nhiều cảnh và phân đoạn để diễn trong phim." Nhà phê bình Roger Ebert thì lại có quan điểm cao hơn về bộ phim, nói rằng ông "thấy bộ phim này hiệu quả" và "Phim đã chạm đến nỗi sợ hãi và đó là lý do tại sao phim hấp dẫn người xem." Ebert cũng khen ngợi màn trình diễn của De Mornay trong phim, nói rằng "Cô ấy đã hoàn thành công việc của mình rất tốt khi trở thành nhân vật phản diện trong bộ phim này và tôi nghĩ đó là một màn trình diễn hiệu quả." 
Sue Heal của The Radio Times đánh giá bộ phim 4 trên 5 sao, tuyên bố rằng "Mặc dù những phút đầu phim có diễn biến còn hơi chậm chạp nhưng phim đã có được sự gay cấn trong khoảng 30 phút cuối cùng, khi cốt truyện nhanh chóng đi đến hồi kết thúc." 
Tuy nhiên, nhà phê bình của Washington Post Rita Kempley thì lại chỉ trích bộ phim vì cho rằng bộ phim đang phản nữ quyền.

## Phương tiện gia đình
The Hand That Rocks the Cradle đã được phát hành trên VHS vào ngày 8 tháng 7 năm 1992 và trên DVD vào ngày 8 tháng 12 năm 1998. Sau đó vào ngày 4 tháng 9 năm 2012 Disney/Buena Vista đã phát hành bộ phim trên đĩa Blu-ray cùng một bản trailer chiếu rạp trước của bộ phim.